# セレスボクシングスポーツジム
セレスボクシングスポーツジムは、千葉県柏市に所在するプロボクシングのジムである。

## 沿革
2003年11月に元WBA世界スーパーフライ級王者のセレス小林によって開設。自身が会長を務める。2018年6月10日に、JR柏駅近くのビルにジムを移転した。
2017年9月13日、岩佐亮佑がIBF世界スーパーバンタム級王座を獲得し、ジム初の世界王者が誕生した。

## 選手

### 世界王者
- 岩佐亮佑（IBF世界スーパーバンタム級・同暫定）

### 主な現役選手
- 越川孝紀（日本スーパーウェルター級ランカー） - 一力へ移籍。
- 山田夏冴（ソウルオリンピック日本代表山田渉の次女）

### 引退した選手
- 林徹磨（日本フライ級3位、東洋太平洋フライ級11位、2007年度全日本フライ級新人王）
- 南出仁（日本バンタム級ランカー）